# Руан (футбольний клуб)
«Руан» (фр. Rouen) — професійний французький футбольний клуб з однойменного міста. Виступає у Національному чемпіонаті 2 (4-й рівень). Домашні матчі проводить на стадіоні «Робер Дішон», який вміщує 12 018 глядачів.

## Історія
Футбольна першість Руана була організована у 1899 році. У ній взяла участь футбольна команда клубу «Руан». Проте на той час вже три роки існувала регбійна команда цього клубу. У 1933 році «Руан» отримав професійний статус. З того часу клуб провів 19 сезонів у Лізі 1 та 36 сезонів у Лізі 2. Вперше «Руан» зайняв перше місце у другому дивізіоні у 1936 році. У 1940 та 1945 роках клубу вдалося перемогти в чемпіонаті Франції, але це відбулося під час Другої світової війни, тому змагання проводилися не під егідою Французької футбольної федерації і не були зараховані клубу. У сезоні 1969-70 дияволи виступали у Кубку ярмарків, вибувши у 1/8 фіналу від майбутнього володаря кубку — «Арсеналу».
У 1997 році «Руан» опустився до Аматорського чемпіонату Франції, а через два роки у статусі аматорського клубу дістався до стадії 1/4 Кубку Франції. У 2000 році президентом клубу став Рене Бертен, який швидко зміг повернути команду на професійний рівень — за підсумками сезону 2002-03 «Руан» повернувся до Ліги 2. Проте невдовзі команда знову опустилась до аматорського рівня, а у 2008 році її спіткали фінансові негаразди. Після цього клуб погруз у нижчих лігах аматорського чемпіонату. У квітні 2015 року «Руан» об'єднався з «Кевії», утворивши клуб «Кевії-Руан» та зайнявши місце «Кевії» у аматорському чемпіонаті Франції у сезоні 2015-16. Але це не було звичне пряме об'єднання, адже «Руан» не припинив існування.

## Титули та досягнення
- Кубок Франції:
  - Фіналіст (1): 1924-25
- Кубок французької ліги:
  - Фіналіст (1): 1963-64
- Чемпіонат Нормандії:
  - Чемпіон (7): 1922, 1924, 1927, 1930, 1931, 1932, 1933